# 柔珠目鱼
柔珠目鱼（学名：Scopelarchus analis）为輻鰭魚綱仙女魚目珠目鱼科珠目鱼属的鱼类。分布于大西洋、印度洋、太平洋以及南海东沙群岛和西沙群岛之间等，主要栖息于热带和亚热带深海海区，深度0-820公尺，體長可達12.6公分，雌雄同體，幼魚為浮游性，生活習性不明。